# سیدی برانی
سیدی برانی (به عربی: سیدی برانی) یک منطقهٔ مسکونی در مصر است که در استان مطروح واقع شده‌است. سیدی برانی ۱۴٬۳۹۳ نفر جمعیت دارد.